# Michael Saup
Michael Saup (* 1961 in Hechingen) ist ein deutscher bildender Künstler auf dem Gebiet der Digitalen Kunst, Filmemacher und Musiker. Er lebt und arbeitet in Berlin.

## Biografie
Saup studierte Musik, Informatik und visuelle Kommunikation am Dominican College of San Rafael, USA, der Hochschule Furtwangen sowie der Hochschule für Gestaltung in Offenbach am Main. Während seines Studiums am Dominican College begann er 1980 zu programmieren und arbeitete zunächst mit den Medien Film und Video. 1987 realisiert er flicker, eine computergesteuerte Lichtinstallation. Ab 1989 experimentierte Saup mit der Möglichkeit der wechselseitigen computergestützten Transformationen von Klang und Bild.
Saups Arbeit umfasste sowohl zunächst die automatische Kontrolle des Videoschnitts durch Musik, dann interaktive klanggesteuerten Computeranimationen und schließlich auch Programme für die Echtzeit-Umwandlung akustischer und optische Signale in digitale Signale, die es Tänzern oder auch Musikern ermöglichten, bildgenerierende elektronische Geräte, wie 3D-Grafik-Workstations, Laserdisk-Player oder Harddisk-Rekorder anzusteuern somit akustische Ereignisse in variable visuelle Erlebnisse umzusetzen. Dazu gehören der Film Paradays (1989), Installationen wie pulse8 (1992) und performative Projekte wie Hyena Days (1992) (mit Steina Vasulka) und  Binary Ballistic Ballet (1995) (mit William Forsythe und dem Ballett Frankfurt). Bei Saup werden Klang, Licht und Raum in einem dynamischen Modell gemeinsam definiert. 1997 entstand  tunnel, ein Verbindungstunnel am Terminal 1 des Frankfurter Flughafens sowie die Installation R111 (1999–2004). 1994 gründete Michael Saup das Kollektiv supreme particles.
Saup lehrt seit 1989 an der Akademie der bildenden Künste München, der HfG Offenbach, der Hochschule für Künste Bremen und der Zürcher Hochschule der Künste.
Von 1991 bis 1994 war er künstlerisch-wissenschaftlicher Mitarbeiter am Institut für Neue Medien an der Städelschule in Frankfurt am Main. Von 1996 bis 1997 übernahm er eine Vertretungsprofessur an der HfG Karlsruhe, an der er dann von 1999 bis 2005 die Professur für die Kunst digitaler Medien innehatte.

## Preise
- 1995  Auszeichnung Prix Ars Electronica für interaktive Kunst für das Projekt binary ballistic ballet (in Kooperation mit William Forsythe)
- 1996  Ars Digitalis, Vebacom Award, Hochschule der Künste Berlin
- 2000  Excellence Award des Media Arts Festival Tokyo  für das Projekt forest of thoughts (ein von Boris Müller und Sven Voelker initiiertes Gruppenprojekt)

## Ausstellungen, Aufführungen und Festivals (Auswahl)
- Eigenwelt der Apparatewelt: Viabilität – Variabilität – Virtualität. Eine Ausstellung des Städelschule – Institut für Neue Medien
- Imagina, Monte Carlo, 1993
- X94, Akademie der Künste Berlin, 1994
- Media-Scape, Zagreb, 1994
- Siggraph, Orlando, 1994
- Art gallery of New South Wales, Sydney, 1994
- Biennale Venedig in Kooperation mit Constanze Ruhm & Peter Sandbichler, 1995
- Festival International du Nouveau Cinema & Video, Montreal, 1995, 2005
- Dutch Electronic Art Festival, V2 Rotterdam, 1995
- Eidos Telos, Ballett Frankfurt, 1995
- Ars Electronica, Linz, 1990, 1992, 1994, 1995, 1998, 2002, 2005
- Digitale96, Köln, 1996
- Ich Phoenix, Gasometer Oberhausen, 1996
- World Wide Video Festival, Amsterdam, 1995, 1997, 1998
- Wellington International Festival of the Arts, 1998
- Connected Cities 1999, Ruhrgebiet
- Artlab Prospect 5, Spiral Art Center, Tokyo, 2001
- Bankett, Karlsruhe, Madrid, 2003
- Viper, Basel, 2003
- Transmediale04, Berlin, 2004
- Profile Intermedia, Bremen, 1998, 2002, 2005
- ZKM Karlsruhe, 1997, 2004, 2006, 2007
- Zur Nachahmung empfohlen, Berlin 2010